# ۳ سوزن
۳ سوزن (به انگلیسی: 3 Needles) فیلمی محصول سال ۲۰۰۵ و به کارگردانی تام فیتزجرالد است. در این فیلم بازیگرانی همچون شان اشمور، استاکرد چنینگ، ایزابل سیر، المپیا دوکاکیس، سوک-یین لی، لوسی لیو، ایان رابرتس، ساندرا اوه، کلویی سونی و چین هان ایفای نقش کرده‌اند.